# ぐっどうぃる博士
ぐっどうぃる博士（ぐっどうぃるはかせ）は、日本の恋愛カウンセラー。

## 概要
2000年理学博士号取得。2004年より、コイユニの前身サイト恋愛専門ドットコムにて、恋愛相談答えるサービスを始める。
自身の体験と生命科学の視点から確立した、独自の恋愛理論で、多くの女性たちの支持を集める。過去にカウンセリングした女性は延べ11000人以上。恋愛や結婚に悩む女性たちに答える日本最大級の恋愛サイト『コイユニ※旧恋愛ユニバーシティ』主催。 著書に『モテの定理』『恋愛マトリックス』（ソフトバンククリエイティブ）、『恋で泣かない女になる61のルール』（講談社）などがある。
現在、ぐっどうぃる博士は、コイユニ電話・LINE相談にて、多くの恋愛の悩みに答えている。

## ぐっどうぃる博士用語

### 沈黙[2]
沈黙とは、相手からみて、自分が生きているか死んでいるか分からない状態を作ること。時間とともに、あなたに対するマイナスのイメージが消えていく効果がある。

### 手に入った距離[3]
人がその対象を100％手に入れたと確信する心理的な距離。「手に入った距離」になると、人は相手に対して興味を失うので、相手を大切にしなくなったり、他の異性を探すようになる。

### 察する能力の高い人
察する能力の高い人とは、常に「相手が“本当は”何を考えているのか」を察しようと努力してしまう人

### 察する能力の低い人
察する能力の低い人とは、相手の言動の裏にある意図に気づけない人、相手が何を考えているのか、本当はどうして欲しいかが全く分からない人

### イベント
その人の考え方、価値観、あるいは心に占めていることなどを大きく変えてしまう（ほど大きな）出来事

### 因果律
因果律とは、その人そのものを決めているあらゆる要素である。その人の運命に大きく影響する。

### エクソシストの悪魔
エクソシストの悪魔とは、映画『エクソシスト』で少女に取り憑いた悪魔が、悪魔祓（ばら）いをする神父にしたように、相手を思い通りにするため、手段を選ばずありとあらゆる行動をとること、あるいはとる人のこと。

### 泳がせる
泳がせるとは、「相手の言動に一切の突っ込みをいれず、そのまま流す」という駆け引きのテクニック。

### 男が結婚を決意する7つのスイッチ
男が結婚を決意する7つのスイッチとは、多くの男性が、女性に対して結婚を決意する７つの要因。
1. その女性の居心地が良い
2. その女性の市場価値が高い
3. 彼の市場価値が低い。
4. 経済的に安定している。
5. 彼と彼のアイデンティティが一致している。
6. 周囲が彼に結婚を促す状況になっている。
7. 恋愛回路が出来ている。

### 恋愛回路
恋愛回路とは、「好きな相手が思い通りにならず、それを思い通りにしようと考えているうちに、その相手の事を考える回路が脳の一定領域に出来る」という概念上の回路。

### ガイドライン
ガイドラインとは、何をすべきかの指針。恋愛の駆け引きにおいては、相手を不安にさせたり、切なくさせたり、時には怒らせたりするなど、強い感情を引き起こし、その感情によって相手をコントロールするのが基本である。その強い感情を解消するために、何をすべきかの指針を与えること。

### 北風と太陽
北風と太陽とは、「相手を直接的に力づくで動かすのではなく、相手が自分から動くようにしむけなさい」という例え

### 事なかれ主義
事なかれ主義とは、喧嘩やトラブルを避けることを何より重視する性格、またはその性格をもつ人のことをいう。

### セックス至上主義
セックス至上主義とは、女性とセックスすることで頭がいっぱいの性格、またはその性格をもつ男性

### 天然
天然とは、会話やコミュニケーションにおいて、人が想定したリアクションと違うリアクションをすることで周りを軽く混乱させる人。

### 分岐点
分岐点とは、“恋愛の危機につながる状況”が始まった時間上の点。

### 今を生きる男
将来のことや責任をあまり考えず、目の前のことに集中して生きる男性のことです。

### ピークエンドの法則
人々が経験を評価するとき、全体の経験の平均ではなく、ピーク（最も強烈な瞬間）と終了時の感じをもとに評価するという心理学の理論

### 居心地の良さ
男性が居心地の良い状態を作ること。一緒にいてもストレスに感じない関係。

## 記事
なぜ男は、自分よりできない男をかわいがるのか
明らかに能力の無い男性部下が男性上司にかわいがられて昇進する。これは自信の無い上司ほど、できない部下を配下に置くことで、自分が蹴落とされて序列が下になることを防ぐためとする。
大切なのは別れ方 元彼をストーカーにしない方法｜WOMAN SMART｜NIKKEI STYLE
人というのは価値があるものを突然失うことでそれが価値のあるものだったとはじめて気付き取り戻そうと思うようになる。このことから別れた相手へのストーカーになるとする。
「誰かに聞いたら」「大丈夫？」 男が傷つく女の一言｜出世ナビ｜NIKKEI STYLE
男性は能力を疑われる言葉で傷付くとする。